# Нестеренко, Трофим Терентьевич
Трофим Терентьевич Нестеренко вариант фамилии Нестеренков (1874 — 1956) — рабочий мельницы, депутат Государственной думы I созыва от Киевской губернии.

## Биография
Украинец («малоросс»). Из крестьян Черкасского уезда Киевской губернии. Получил начальное образование. Рабочий черкасской мельницы Д. И. Березинского. Политическая позиция определена как прогрессист. Стоял за учреждение правильно организованного санитарного надзора во всех предприятиях, использующих наёмный труд. Высказывался за установление уголовной ответственности нанимателей за нарушения закона об охране труда. Ратовал за улучшение жизни рабочих.
22 апреля 1906 избран в Государственную думу I созыва от общего состава выборщиков Киевского губернского избирательного собрания. Входил в Трудовую группу и Украинскую громаду. В думских комиссии не состоял, в Думе не выступал.
10 июля 1906 года в г. Выборге подписал "Выборгское воззвание" и осужден по ст. 129, ч. 1, п. п. 51 и 3 Уголовного Уложения, приговорен к 3 месяцам тюрьмы и лишен права быть избранным. Срок отбывал в Крестах.
Позже Трофим Терентьевич стал членом Коммунистической партии.
8 марта 1917 на собрании рабочих города был избран первым председателем Черкасской совета рабочих депутатов.
Позднее персональный пенсионер.
В честь него была названа одна из улиц города в микрорайоне Дахновка.